# 上海機電股份
上海機電股份有限公司，簡稱上海機電股份及機電股份（英語：SHANGHAI MECHANICAL & ELECTRICAL INDUSTRY COMPANY LIMITED，上交所：600835/900925，简称：上海机电/機電B股），是一间位于中国上海市的机电设备制造商，前身为1992年由上海市人民政府及日本三菱電機株式會社共同组建的「上海上菱电器股份有限公司」。現時董事長為徐建國，總裁為陈鸿。而该公司的業務包含电梯制造、冷冻空调设备制造、印刷包装机械制造、焊接器材制造、人造板机械制造、人造板板材制造和工程机械制造。
目前该司由在香港和上海上市的上海电气集团股份有限公司控股，總部位於上海市民生路1286号汇商大厦9樓。其股份在1994年2月24日和1997年1月31日於上海證券交易所A股（人民幣結算）和B股（美元結算）上市。

## 連結
- chinasec.cn（页面存档备份，存于）